# Jānis Jansons
Jānis Jansons (* 28. prosince 1982, Talsi) je bývalý lotyšský florbalista.

## Kariéra
Florbal začal hrát v roce 1995 za tým Roja. Do lotyšské reprezentace se poprvé podíval ve svých 17 letech v roce 2000 v Norsku a od té doby nechyběl na žádném mistrovství světa. Za národní tým odehrál více než 21 utkání a nasbíral více než 17 kanadských bodů.
První nabídku hrát nejvyšší švédskou ligu dostal Jansons už v roce 2004 od hlavního trenéra týmu Pixbo IBK, Jana Inge Forsberga. Tehdy pouze jako dvaadvacetiletý mladík tuto nabídku odmítl, rozhodl se, že nadále bude sbírat cenné zkušenosti v lotyšské lize. Do již zmiňovaného týmu Pixbo nastoupil až o několik let později. S tímto týmem odehrál dvě sezóny ve švédské Superlize a se kterým i navíc v roce 2011 vyhrál Czech Open v Praze.
V sezóně 2011/2012 se stal mistrem lotyšské ligy s týmem Lielvārde.
Je taky jediným hráčem lotyšské ligy, který dvakrát nasbíral více než 100 kanadských bodů. Momentálně působí v celku RTU/Inspecta. 
Janis Jansons společně s Gintsem Bikarsem založili florbalový turnaj známý pod názvem Unihoc Riga Cup, který se každoročně koná v lotyšské Rize. První ročník se konal v srpnu 2013.

## Statistiky
| Sezóna    | Tým                  | Liga | GP | G  | A  | Pts | PIM |
| --------- | -------------------- | ---- | -- | -- | -- | --- | --- |
| 1999/2000 | Roja                 | LE   | —  | —  | —  | —   | —   |
| 2000/2001 | Roja                 | LE   | —  | 19 | 14 | 33  | —   |
| 2001/2002 | SK Latvijas Avīze    | LE   | 19 | 23 | 20 | 43  | 20  |
| 2002/2003 | SK Latvijas Avīze    | LE   | 24 | 43 | 26 | 69  | 16  |
| 2003/2004 | Ķekava               | LE   | 17 | 12 | 5  | 17  | 6   |
| 2004/2005 | Ķekava               | LE   | 30 | 43 | 35 | 78  | 24  |
| 2005/2006 | Ķekava               | LE   | 28 | 43 | 27 | 70  | 26  |
| 2006/2007 | Ķekava               | LE   | 24 | 37 | 32 | 69  | 16  |
| 2007/2008 | Talsi                | LE   | 28 | 55 | 53 | 108 | 22  |
| 2008/2009 | Talsi                | LE   | 35 | 50 | 42 | 92  | 35  |
| 2009/2010 | Pixbo Wallenstam IBK | SSL  | 23 | 3  | 2  | 5   | 4   |

Pozn.: GP (Game played) = odehraná utkání, G (Goals) = góly, A (Assists) = asistence, Pts (Points) = body, PIM (Penalty in minutes) = trestné minuty
Pozn.: Celé statistiky nejsou k dispozici